# William Moore Gorman
Pour les articles homonymes, voir Moore et Gorman.
William Moore Gorman, né à Kesh (comté de Fermanagh) le 17 juin 1923 et mort le 12 janvier 2003 à Oxford, est un économiste irlandais. Il est notamment connu pour ses travaux de recherche sur l'agrégation et la séparabilité des biens, et pour la « forme de Gorman » que doit prendre toute fonction d'utilité agrégée pour que la « loi de la demande » reste décroissante.
Professeur d'économie à l'université d'Oxford, la London School of Economics, l'université Johns-Hopkins et l'université Stanford, William M. Gorman devient président de la Société d'économétrie en 1972. Ses travaux très techniques et théoriques furent peu compris de ses contemporains, mais il eut une influence majeure sur les développements ultérieurs  de l'économie néoclassique, en particulier sur la nécessité d'utiliser un « agent représentatif ».